# Jerzy Twardokens
Jerzy Twardokens (ur. 9 grudnia lub 11 grudnia 1931 w Poznaniu, zm. 26 lipca 2015) – polski szermierz, wielokrotny mistrz Polski we florecie i szabli, olimpijczyk. Po zakończeniu kariery sportowej pracownik naukowy University of Nevada w Reno (Stany Zjednoczone).
Twardokens był trzykrotnie indywidualnym mistrzem Polski we florecie (1951, 1953, 1957), a raz w szabli (1955). Drużynowo zdobywał mistrzostwo kraju 5 razy: trzykrotnie we florecie (1951, 1953, 1955) i dwukrotnie w szabli (1953, 1956). W 1952 startował na Igrzyskach Olimpijskich w Helsinkach we florecie indywidualnie (odpadł w ćwierćfinale) i w szabli drużynowo (sklasyfikowani na 5.-8. miejscu). Największym sukcesem Twardokensa były dwa brązowe medale (szabla indywidualnie i drużynowo) zdobyte na mistrzostwach świata w Filadelfii w 1958.
Po tym turnieju Jerzy Twardokens postanowił pozostać w Stanach Zjednoczonych. Od tej pory używał imienia George Twardokens. Początkowo pracował jako nauczyciel wychowania fizycznego. Później obronił doktorat na University of Nevada w Reno z zakresu biomechaniki. Otrzymał tutaj posadę profesora na Wydziale Zdrowia. Twardokens jest autorem licznych publikacji naukowych, zwłaszcza z zakresu technik narciarskich (m.in. podręcznik Skiing z 1971).
W marcu 2013 na Uniwersytecie Jagiellońskim w Krakowie otrzymał Medal „Kalos Kagathos”.
Jego córka, Eva Twardokens, uprawiająca wyczynowo narciarstwo alpejskie, dwukrotnie reprezentowała USA na Zimowych Igrzyskach Olimpijskich: w 1992 i w 1994.
Występował w barwach Stali Katowice oraz Wisły Kraków.